# Australische Zyklonsaison 2018–2019
Die australische Zyklonsaison 2018–2019 begann offiziell am 1. November 2018 und endete offiziell am 30. April 2019. Der operative Plan der World Meteorological Organization sah für die Gewässer auf der Südhalbkugel zusätzlich ein „tropisches Zyklonjahr“ vor. Dieses begann am 1. Juli 2018 und endete offiziell am 30. Juni 2019.
Bestandteil der australischen Zyklonsaison sind Stürme, die sich südlich des Äquators zwischen dem 90. und 160. Grad östlicher Länge bilden. Dazu gehören Australien, Papua-Neuguinea, der westliche Teil der Salomonen, Osttimor und die südlichen Bereiche Indonesiens. Tropische Wirbelstürme in diesem Gebiet werden von fünf Tropical Cyclone Warning Centres (TCWCs) überwacht: dem Bureau of Meteorology in Perth, Darwin und Brisbane in Australien; dem TCWC Jakarta der Badan Meteorologi, Klimatologi, dan Geofisika in Indonesien und dem TCWC Port Moresby in Papua-Neuguinea.
Das Joint Typhoon Warning Center gibt für diese Region inoffizielle Warnungen aus, die für US-amerikanische Einrichtungen bestimmt sind. Dabei wird die Erweiterung „S“ verwendet, wenn sich der Sturm westlich von 135° östlicher Länge bildet und ein „P“, falls dies östlich dieser Linie geschieht.

## Saisonvorhersagen
| Region                                                                       | durchschnittl. Zahl | Chance für höhere | Chance für geringe | tatsächl. Aktivityät |
| ---------------------------------------------------------------------------- | ------------------- | ----------------- | ------------------ | -------------------- |
| Gesamt                                                                       | 11                  | 37 %              | 63 %               | 2                    |
| Westen                                                                       | 7                   | 44 %              | 56 %               | 1                    |
| Nordwesten                                                                   | 5                   | 41 %              | 59 %               | 0                    |
| Norden                                                                       | 3                   | 46 %              | 54 %               | 1                    |
| Osten                                                                        | 4                   | 40 %              | 60 %               | 1                    |
| Quelle: Saisonvorhersage des BoM für die tropische Wirbelsturmsaison 2018/19 |                     |                   |                    |                      |

Im Oktober 2018, vor Beginn der tropischen Zyklonsaison, hat das Bureau of Meteorology eine Vorhersage veröffentlicht für die bevorstehende Zyklonsaison, die offiziell vom 1. November 2018 bis zum 30. April 2019 läuft. Die Saisonvorhersage enthielt Angaben für die australische Region als ganze, für den Osten, den Norden und den Westen sowie die Subregion Nordosten. Die Vorhersage berücksichtigte die verschiedenen Faktoren, darunter die letzte Entwicklung neutraler bis schwacher El-Niño-Bedingungen im tropischen Pazifischen Ozean. In der westlichen Region zwischen 90° und 125° östlicher Länge ging die Vorhersage des BoM von sieben tropischen Zyklonen aus, mit einer Wahrscheinlichkeit von 56 %, dass die Zahl der Zyklone unterdurchschnittlich ist. Für die Subregion im Nordwesten zwischen 105° und 130° östlicher Länge wurde eine überdurchschnittliche Aktivität vorhergesagt, mit einer Wahrscheinlichkeit von 41 % auf eine unterdurchschnittliche Zyklonaktivität. Für den Norden zwischen 125° und 142,5° östlicher Länge besteht eine Chance von 54 % auf einen überdurchschnittlichen Saisonverlauf und für den Osten zwischen 142,5° und 160° östlicher Länge wurde eine fast normale Saisonaktivität prognostiziert, mit einer Wahrscheinlichkeit von 60 %, dass die Zyklonaktivität unterdurchschnittlich verläuft.

## Stürme

### Tropisches Tief Liua
Am 24. September begann das JTWC mit der Beobachtung einer tropischen Störung, die sich etwa 990 km ostnordöstlich von Port Moresby in Papua-Neuguinea gebildet hatte. Das System zog während der folgenden Tage südostwärts über den Südpazifik und wurde am 26. September vom Fiji Meteorological Service als tropische Depression eingestuft, als sich das System im Grenzbereich zwischen der Australischen Region und dem südpazifischen Becken befand. Das System setzte seine Intensivierung bis zu einem Kategorie-1-Zyklon auf der australischen Zyklonskala fort und erhielt vom Fiji Meteorological Service den Namen Liua. Das System drehte auf eine westliche Richtung und begann am nächsten Tag, sich der australischen Region zu nähern, wurde jedoch als abgeschwächt in eine tropische Depression eingestuft, bevor es am 28. September das südpazifische Becken verlassen hatte. Nachdem das System erneut in der australischen Region angelangt war, setzte sich der Trend zur Abschwächung des früheren Zyklons Liua wegen ungünstiger atmosphärischer Bedingungen und kühler Wasseroberflächentemperaturen fort. Die Auflösung des tropischen Tief in ein Resttief erfolgte am nächsten Tag über dem nördlichen Korallenmeer.
Während Liua sich am 26. September als tropisches Tief in der australischen Region bewegte, hatte es geringe Auswirkungen auf die Salomonen. Obwohl das System in der australischen Region nur kurz ein tropisches System war, wurde die Zyklonsaison 2018–19 dadurch zur dritten Saison in Folge, die vor ihrem offiziellen Start am 1. November begonnen hat.

### Tropisches Tief Bouchra
Am 1. November bildete sich im äquatornahen Indischen Ozean im Verantwortungsbereich von Météo-France ein tropisches Tief, das in den folgenden Tagen langsam ostwärts zog, ohne dabei wesentliche Anzeichen einer Intensivierung zu zeigen. Spät am 9. November, als die vorlaufende Depression zum schweren zyklonischen Sturm Gaja im Golf von Bengalen sich weiter entfernte und die damit verbundenen konkurrierenden bodennahen Konvergenzluftströmungen nachließen, organisierte sich die Struktur des Systems ausreichend, um von Météo-France als tropische Störung klassifiziert zu werden. Schon kurz darauf überquerte das System den 90. östlichen Längengrad und gelangte in die australische Region, wo es vom TCWC Jakarta am 10. November als tropische Depression eingestuft wurde. Später an dem Tag kam das JTWC zu dem Schluss, dass die Depression die Stärke eines tropischen Sturmes erreicht hat und ergab die inoffizielle Kennzeichnung 04S. Ein paar Stunden später, um 10:00 Uhr UTC, drehte das System und kehrte in den südwestlichen Indik zurück, wo es den Namen Bouchra erhielt und sich innerhalb von zwölf Stunden zu einem schweren tropischen Sturm intensivierte.
Nachdem das System einige Tage lang direkt westlich der Grenze zum südwestlichen Indischen Ozean mäandrierte, gelangte es spät am 12. November zurück in die australische Region. Zu diesem Zeitpunkt hatte sich das System von seiner Spitzenstärke signifikant abgeschwächt. Das Verweilen des Systems im australischen Becken war erneut nur kurz, als Météo-France früh am 13. November feststellte, dass sich Ex-Zyklon Bouchra in den extrem östlichen Teil des Verantwortungsgebiets von Météo-France zurückgekehrt war. Aber schon am nächsten Tag meldete das Bureau of Meteorology, dass das System sich etwa 1000 km nordwestlich der Kokosinseln befand und somit zum dritten Mal in die australische Region gewandert war.

### Tropisches Tief 03U
Am Morgen des 14. November wies das Bureau of Meteorology auf die Bildung eines tropischen Tiefs innerhalb einer Zone mit Gewittertätigkeit etwa 490 km nordwestlich der Weihnachtsinsel. Über dem warmen Wasser des tropischen Indischen Ozeans vor der Küste Javas liegend, war eine mäßige Chance auf eine Entwicklung in einen tropischen Zyklon vorhergesagt. Das tropische Tief zog in den folgenden Tagen in einer allgemein südsüdwestlichen Richtung, erreichte aber nicht die Stärke eines Zyklons, weil die atmosphärischen Bedingungen ungünstig waren für eine Zyklogenese.

### Schwerer Tropischer Zyklon Owen
Das Bureau of Meteorology stellte am 29. November fest, dass sich ein Tiefdruckgebiet über den Salomoneninseln zu einem tropischen Tief intensiviert hat. Am nächsten Tag näherte sich das südwestwärts ziehende System an Vanatinai. Angetrieben von der warmen Oberfläche des Korallenmeeres und unterstützt durch exzellente Ausströmung in der Höhe, verstärkte sich das tropische Tief weiter. Am 2. Dezember um 06:00 Uhr UTC stufte das Bureau of Meteorology das System in die Kategorie 1 der australischen Skala hoch und gab ihm dem Namen Owen, was diesen zum ersten tropischen Wirbelsturm der Saison machte, der sich im australischen Becken gebildet hat. Owen schwächte sich am 4. Dezember rasch in ein tropisches Tief ab.
Owen setzte die westwärts gerichtete Zugbahn über das Korallenmeer als tropisches Tief fort und gelangte früh am 10. Dezember nördlich von Cardwell über Land. Nachdem das System den Golf von Carpentaria erreichte und sich reorganisierte, wurde es am 11. Dezember erneut in der Kategorie 1 eingestuft. Der Sturm führte dann eine antizyklonische Schleife aus und drehte zurück auf eine östliche Zugrichtung. Owen intensivierte sich stetig und erreichte als schwerer tropischer Zyklon in der Kategorie 3 mit andauernden zehnminütigen Windgeschwindigkeiten von 90 mph seinen Höhepunkt. Der Zyklon gelangte bei Kowanyama früh am 15. Dezember als schwacher Kategorie-3-Zyklon über Land und schwächte sich nachfolgend durch die Einwirkung des Festlands nach und nach ab. Am Nachmittag desselben Tages wurde Owen erneut zu einem tropischen Tief abgestuft.
Während der Passage des Sturms über den Norden von Queensland kamen durch Auswirkungen Owens eine Person um. Der Sturm erzeugte stetigen Regen in der Region, mit den höchsten Niederschlagsmengen im Südwesten des Bundesstaates. Innisfail meldete am 15. Dezember eine Tagesniederschlagsmenge von 149 mm, in Cowley Beach wurden 135 mm gemessenen. Am Copperlode Falls Dam westlich von Cairns wurden 130 mm und in Mission Beach 98 mm Niederschlag gemessen.

### Tropisches Tief 05U
Am 9. Dezember, stellte das Bureau of Meteorology die Bildung eines schwachen tropischen Tiefs fest, das aus einem westwärts durch die zentral-östliche Korallensee ziehenden Tiefdruckgebiet entstanden war, etwa 1100 km ostnordöstlich von Townsville.

### Tropischer Zyklon Kenanga
Am 14. Dezember bildete sich südwestlich von Sumatra ein tropisches Tief, das nach der Intensivierung in einen Zyklon den Namen Kenanga erhielt und weiterhin südwestwärts zog. Auf diesem Kurs verließ es die australische Region am 16. Dezember und verstärkte sich im südwestlichen Indik in einen intensiven zyklonischen Sturm.

### Tropischer Zyklon Penny
In einem in Bezug auf die Bildung tropischer Tiefs aktiven Spätdezember registrierte das Bureau of Meteorology die Bildung eines dritten tropischen Tiefs in einem Monsuntrog, der sich in den tropischen Gewässern des Korallenmeeres im Osten zur Timorsee im Westen erstreckte. Das Aufleben der monsunalen und damit verbundenen konvektiven Aktivität in der Region ging mit einem mäßig starken Puls der Madden-Julian-Oszillation einher, die ostwärts durch den Pazifischen Ozean zog. Das tropische Tief erhielt die Bezeichnung 07U und befand sich nahe der Ostküste der Cape York Peninsula. Wegen günstiger atmosphärischer Bedingungen sah das Bureau of Meteorology eine hohe Chance für das Erreichen der Zyklonstärke innerhalb von drei Tagen.
Das tropische Tief 07U zog langsam westwärts, überquerte die Ostküste der Cape York Peninsula am 30. Dezember, südlich von Lockhart River. Zu diesem Zeitpunkt nahm das Bureau of Meteorology die Ausgabe von Sturmwarnungen zu em System auf. Das System behielt die westliche Zugbahn bei und gelangte sehr früh am 31. Dezember zwischen Aurukun und Weipa in den Golf von Carpentaria, wo die allgemein günstigen Bedingungen die Intensivierung befeuerten. 07U drehte am Mittag des 31. Dezember nach Osten und verstärkte sich einige Stunden später in einen tropischen Zyklon der Kategorie 1 und erhielt den Namen Penny.
Penny erreichte am 1. Januar gegen 15:30 Uhr Ortszeit die Westküste der Cape York Peninsula direkt südlich von Weipa und erzeugte in Zentrumsnähe andauernde zehnminütige Windgeschwindigkeiten von 75 km/h. Das System begann, sich über Land abzuschwächen und wurde einige Stunden später zu einem tropischen Tief mit böigem Wind abgestuft, wobei im westlichen Halbkreis Winde in Sturmstärke noch anhielten. Thursday Island in der Torres-Straße meldete über einen Zeitraum von mehr als 17 Stunden zehnminütige Windgeschwindigkeiten von mehr als 41 km/h, während das System ostwärts über die Cape York Peninsula zog, dort mit Windgeschwindigkeiten von bis zu 65 km/h und Böen bis 91 km/h. Ex-Zyklon Penny erreichte die Ostküste von Far North Queensland bei Lockhart River früh am folgenden Morgen, und so gelangte das System zum zweiten Mal über das warme Wasser des Korallenmeeres.

### Tropisches Tief am 27. Dezember
Am 27. Dezember meldete das Bureau of Meteorology in Darwin, dass sich über der Timorsee etwa 490 km nordwestlich von Darwin ein schwaches tropisches Tief gebildet hat. Wie vorhergesagt verstärkte sich das Tief nicht und löste sich einen Tag später auf.

### Tropisches Tief (Mona)
In einem Monsuntrog, der sich am 28. Dezember in der Nähe der Salomoneninseln über das nördliche Korallenmeer erstreckte, entwickelte sich ein schwaches tropisches Tief. Das System mäandrierte einige Tage ohne nennenswerte Intensivierung, bevor es langsam ostwärts ziehend am 31. Dezember die australische Region verließ. Im südpazifischen Becken wurde es vom Fiji Meteorological Service als Tropische Störung 01F klassifiziert, und es intensivierte sich dort am 2. Januar zum Tropischen Zyklon Mona.

### Tropisches Tief am 29. Dezember
Das Bureau of Meteorology meldete am 29. Dezember südlich der zu Papua-Neuguinea gehörenden Insel Tagula ein drittes tropisches Tief in der östlichen Region innert zwei Tagen. Das System erwies sich als kurzlebig und verlor am folgenden Tag die tropischen Eigenschaften.

### Tropisches Tief
Einen Tag später, am 30. Dezember, bildete sich ein tropisches Tief über dem Indischen Ozean südlich von Java. Die atmosphärischen Bedingungen waren für eine signifikante Entwicklung ungünstig und folglich intensivierte sich das System nicht, als es zwei Tage südlich von Indonesien umherzog, bevor es sich am 2. Januar auflöste.
Ein in den Monsuntrog eingebettetes Tiefdruckgebiet, das im Norden von Queensland Niederschläge in Rekordhöhe und Überschwemmungen ausgelöst hatte, hat sich am 6. Februar nördlich von Julia Creek in ein tropisches Tief intensiviert. Am 9. Februar hatte sich das Tief aufgelöst.

### Tropischer Zyklon Oma
Am 7. Februar bildete sich innerhalb einer sehr aktiven Monsunrinne ein weiteres tropisches Tief, nämlich östlich von Cardwell an der nördlichen Küste Queenslands. Die Umgebungsbedingungen im Korallenmeer waren allerdings in der Nähe des Tiefs nicht besonders günstig für eine Zyklogenese, und das Bureau of Meteorology sah nur eine geringe Chance für eine Entwicklung in einen tropischen Wirbelsturm. Am 11. Februar verließ das System die australische Region und verstärkte sich im südpazifischen Becken zum tropischen Zyklon und erhielt dort den Namen Oma. Oma gelange am 21. Februar zurück in die australische Region als Kategorie-2-Zyklon, verließ diese jedoch einen Tag später erneut in Richtung südpazifisches Becken.
Der von Zyklon Oma erzeugte hohe Wellengang wirkte sich etwa eine Woche lang auf die Küste von Queensland aus. Die Brandung verursachte in der Umgebung von Brisbane signifikante Stranderosion, insbesondere an einem 16 km langen Abschnitt des Moore Park Beach. Mehr als 30 Personen mussten aus dem aufgewühlten Wasser gerettet werden. Eine Person ertrank vor North Stradbroke Island.

### Schwerer Tropischer Zyklon Savannah
Am 8. März bildete sich südlich von Bali das Tropische Tief 17U. Während der nächsten Tage driftete das Tief in westnordwestlicher Richtung, ohne wesentlich an Intensität zu gewinnen. Am 12. März drehte 17U südwestwärts und begann sich zu organisieren. Am 13. März verstärkte sich 17U zum tropischen Zyklon und erhielt den Namen Savannah. Bis zum 16. März intensivierte sich Savannah in einen schweren tropischen Zyklon, in der Kategorie 3 auf der australischen Skala. Der Wirbelsturm erreichte früh am 17. März seine Spitzenintensität mit andauernden zehnminütigen Windgeschwindigkeiten von 175 km/h. Später an dem Tag verließ er das Becken und zog in den südwestlichen Indischen Ozean.
Der Sachschaden durch Überschwemmungen in mehreren Bezirken von Ostjava summierte sich auf 52,2 Milliarden Rupiah (US$3,65 Millionen). In Klaten und Sukoharjo in Zentraljava beliefen sich die Schäden auf 934 Millionen Rupiah (US$65.000). Savannah verursachte auch auf Bali Überschwemmungen, Sawan meldete einen Sachschaden von 150 Millionen Rupiah (US$10.000).

## Sturmnamen

### Bureau of Meteorology
Seit Beginn der Zyklonsaison 2008–2009 verwendet das australische Bureau of Meteorology nur noch eine einzige Namensliste, betreibt aber nach wie vor drei TCWCs, in Perth, Darwin und Brisbane. Diese beobachten alle tropischen Wirbelstürme, die sich zwischen 90° und 160° östlicher Länge bilden und geben spezielle Warnungen heraus, wenn Zyklone in den Verantwortungsbereichen der TCWCs in Jakarta oder Port Moresby entstehen. Die folgenden Namen wurden für benannte Stürme benutzt:
Owen, Penny, Riley, Savannah, Trevor, Veronica, Wallace

### TCWC Jakarta
Das TCWC in Jakarta beobachtet tropische Zyklone, die sich zwischen dem Äquator und 10° südlicher Breite und zwischen 90° und 125° östlicher Länge bilden. Durch das australische Bureau of Meteorology werden in diesem Gebiet zur Unterstützung spezielle Sturmhinweise ausgegeben. Sollte sich ein tropischer Zyklon innerhalb dieses Verantwortungsbereiches bilden, dann vergibt das TCWC Jakarta einen Namen Nur der Name Kenanga wurde benutzt.

### TCWC Port Moresby
Tropische Wirbelstürme, die sich zwischen 10° südlicher Breite und dem Äquator sowie zwischen 141° und 160° östlicher Länge bilden, werden Namen durch das Tropical Cyclone Warning Centre in Port Moresby auf Papua-Neuguinea zugewiesen. Die Bildung tropischer Zyklone in diesem Gebiet ist selten, der letzte wurde vergeben während der Saison 2007–2008, Zyklon Guba.

## Belege
1. 1 2 3  Tropical Cyclone Operational plan for the South Pacific & Southeast Indian Ocean, 2014 Edition. (PDF; 1,7 MB) WMO, abgerufen am 18. Dezember 2018 (englisch).
2. 1 2 3 4 5 6  National Climate Centre: Australian Tropical Cyclone Outlook for 2018 to 2019: Lower number of cyclones likely for Australia. Australian Bureau of Meteorology, 18. Oktober 2018, abgerufen am 18. Dezember 2018 (englisch).
3. ↑  Signiificant Tropical Weather Advisory for the Western and Southern Pacific Oceans September 24, 2018 02:30z. United States Joint Typhoon Warning Center, 24. September 2018, ehemals im Original (nicht mehr online verfügbar); abgerufen am 23. Dezember 2018 (englisch). (Seite nicht mehr abrufbar. Suche in Webarchiven)
4. ↑  Gale Warning. Fiji Meteorological Service, 26. September 2018, ehemals im Original (nicht mehr online verfügbar); abgerufen am 23. Dezember 2018 (englisch). (Seite nicht mehr abrufbar. Suche in Webarchiven)
5. ↑  Tropical Disturbance Advisory 1A (Liua). Fiji Meteorological Service, 26. September 2018, ehemals im Original (nicht mehr online verfügbar); abgerufen am 23. Dezember 2018 (englisch). (Seite nicht mehr abrufbar. Suche in Webarchiven)
6. ↑  Liua becomes earliest tropical cyclone on record to form in the South Pacific Ocean. AccuWeather.com, 27. September 2018, archiviert vom Original am 28. September 2018; abgerufen am 23. Dezember 2018 (englisch).  Info: Der Archivlink wurde automatisch eingesetzt und noch nicht geprüft. Bitte prüfe Original- und Archivlink gemäß Anleitung und entferne dann diesen Hinweis.
7. ↑  Tropical Disturbance Advisory 10A (Liua). Fiji Meteorological Service, 28. September 2018, ehemals im Original (nicht mehr online verfügbar); abgerufen am 23. Dezember 2018 (englisch). (Seite nicht mehr abrufbar. Suche in Webarchiven)
8. 1 2  Weekly Tropical Climate Note (2 October 2018). Bureau of Meteorology, 2. Oktober 2018, ehemals im Original (nicht mehr online verfügbar); abgerufen am 23. Dezember 2018 (englisch). (Seite nicht mehr abrufbar. Suche in Webarchiven)
9. ↑  MSLP Analysis Chart (06 UTC). Bureau of Meteorology, 29. September 2018, abgerufen am 23. Dezember 2018 (englisch).
10. ↑  Western Region Tropical Cyclone Outlook. Bureau of Meteorology, 23. September 2016, ehemals im Original (nicht mehr online verfügbar); abgerufen am 23. Dezember 2018 (englisch). (Seite nicht mehr abrufbar. Suche in Webarchiven)  Info: Der Link wurde automatisch als defekt markiert. Bitte prüfe den Link gemäß Anleitung und entferne dann diesen Hinweis.
11. ↑  Southern Indonesian Area Tropical Cyclone Outlook. In: Indonesian Agency for Meteorology, Climatology and Geophysics. 11. Oktober 2016, ehemals im Original (nicht mehr online verfügbar); abgerufen am 23. Dezember 2018 (englisch). (Seite nicht mehr abrufbar. Suche in Webarchiven)
12. ↑  Western Region Tropical Cyclone Outlook. Bureau of Meteorology, 8. August 2017, ehemals im Original (nicht mehr online verfügbar); abgerufen am 23. Dezember 2018 (englisch). (Seite nicht mehr abrufbar. Suche in Webarchiven)  Info: Der Link wurde automatisch als defekt markiert. Bitte prüfe den Link gemäß Anleitung und entferne dann diesen Hinweis.
13. ↑  12 UTC Gradient Level Wind Analysis Chart. Bureau of Meteorology, 1. November 2018, abgerufen am 23. Dezember 2018 (englisch).
14. ↑  Bulletin sur l’activité cyclonique et les conditions météorologiques tropicales sur le sud-ouest de l’océan indien. Météo-France La Réunion, 9. November 2018, abgerufen am 23. Dezember 2018 (französisch).
15. ↑  Moderate Tropical Storm Bouchra Forecast Track Map. Météo-France La Réunion, 10. November 2018, archiviert vom Original am 11. November 2018; abgerufen am 23. Dezember 2018 (französisch).
16. ↑  Current Tropical Cyclone Basin Activity. Meteorology, Climatology and Geophysical Agency, 10. November 2018, ehemals im Original (nicht mehr online verfügbar); abgerufen am 23. Dezember 2018 (englisch). (Seite nicht mehr abrufbar. Suche in Webarchiven)
17. ↑  Tropical Cyclone 04S Warning #1. Joint Typhoon Warning Center, 10. November 2018, archiviert vom Original am 10. November 2018; abgerufen am 23. Dezember 2018 (englisch).
18. ↑  Bulletin sur l’activité cyclonique et les conditions météorologiques tropicales sur le sud-ouest de l’océan indien. (PDF; 57,1 kB) Météo-France La Réunion, 10. November 2018, abgerufen am 23. Dezember 2018 (französisch).
19. ↑  Bulletin d’analyse et de prévision cyclonique (sud-ouest océan indien) #2. (PDF; 66,7 kB) Météo-France La Réunion, 11. November 2018, abgerufen am 23. Dezember 2018 (französisch).
20. 1 2  Tropical Activity Bulletin. (PDF) Météo-France La Réunion, 13. November 2018, abgerufen am 26. Dezember 2018 (französisch).
21. ↑  Western Region Tropical Cyclone Outlook. Bureau of Meteorology, 13. November 2018, archiviert vom Original am 13. November 2018; abgerufen am 26. Dezember 2018 (englisch).
22. 1 2 3  Western Region Tropical Cyclone Outlook. Bureau of Meteorology, 14. November 2018, archiviert vom Original am 14. November 2018; abgerufen am 26. Dezember 2018 (englisch).
23. ↑  Eastern Region Tropical Cyclone Outlook. Bureau of Meteorology, 29. November 2018, archiviert vom Original am 29. November 2018; abgerufen am 4. Januar 2019 (englisch).
24. ↑  Tropical Cyclone Formation Alert (Owen). Joint Typhoon Warning Center, 30. November 2018, archiviert vom Original am 1. Dezember 2018; abgerufen am 4. Januar 2019 (englisch).
25. ↑  Tropical Cyclone 05P (Owen) Warning #1. In: Joint Typhoon Warning Center. 2. Dezember 2018, archiviert vom Original am 2. Dezember 2018; abgerufen am 4. Januar 2019 (englisch).
26. ↑  Tropical Cyclone Owen Forecast Track Map #3. In: Bureau of Meteorology. 2. Dezember 2018, archiviert vom Original am 2. Dezember 2018; abgerufen am 4. Januar 2019 (englisch).
27. ↑  Tropical Cyclone Owen Advice 39. In: Bureau of Meteorology. 15. Dezember 2018, ehemals im Original (nicht mehr online verfügbar); abgerufen am 4. Januar 2019 (englisch). (Seite nicht mehr abrufbar. Suche in Webarchiven)  Info: Der Link wurde automatisch als defekt markiert. Bitte prüfe den Link gemäß Anleitung und entferne dann diesen Hinweis.
28. ↑   Man swept to his death after ex-cyclone Owen’s record rain, as crocs let loose, The New Daily, 16. Dezember 2018. Abgerufen am 4. Januar 2019 (englisch).
29. ↑   Ex-Cyclone Owen downgraded to tropical low half a day after crossing Queensland coast, Australian Broadcasting Corporation, 15. Dezember 2018. Abgerufen am 4. Januar 2019 (englisch).
30. ↑  Eastern Region Tropical Cyclone Outlook. Bureau of Meteorology, 9. Dezember 2018, archiviert vom Original am 9. Dezember 2018; abgerufen am 27. Dezember 2018 (englisch).
31. 1 2 3  Eastern Region Tropical Cyclone Outlook. Bureau of Meteorology, 28. Dezember 2018, archiviert vom Original am 28. Dezember 2018; abgerufen am 9. Januar 2019 (englisch).
32. ↑  12 UTC Australian Region MSLP Analysis. Bureau of Meteorology, 28. Dezember 2018, ehemals im Original (nicht mehr online verfügbar); abgerufen am 11. Januar 2018 (englisch). (Seite nicht mehr abrufbar. Suche in Webarchiven)  Info: Der Link wurde automatisch als defekt markiert. Bitte prüfe den Link gemäß Anleitung und entferne dann diesen Hinweis.
33. ↑  Weekly Tropical Climate Note. Bureau of Meteorology, 28. Dezember 2018, archiviert vom Original am 28. Dezember 2018; abgerufen am 11. Januar 2019 (englisch).
34. ↑  Tropical Cyclone Advice #1 (Penny). Bureau of Meteorology, 30. Dezember 2018, ehemals im Original (nicht mehr online verfügbar); abgerufen am 11. Januar 2018 (englisch). (Seite nicht mehr abrufbar. Suche in Webarchiven)  Info: Der Link wurde automatisch als defekt markiert. Bitte prüfe den Link gemäß Anleitung und entferne dann diesen Hinweis.
35. ↑  12 UTC Tropical Cyclone Forecast Track Map (Penny). Bureau of Meteorology, 1. Januar 2019, archiviert vom Original am 1. Januar 2019; abgerufen am 11. Januar 2019 (englisch).
36. ↑  09 UTC Tropical Cyclone Technical Bulletin (Penny). Bureau of Meteorology, 1. Januar 2019, ehemals im Original (nicht mehr online verfügbar); abgerufen am 1. Januar 2019 (englisch). (Seite nicht mehr abrufbar. Suche in Webarchiven)  Info: Der Link wurde automatisch als defekt markiert. Bitte prüfe den Link gemäß Anleitung und entferne dann diesen Hinweis.
37. ↑  Thursday Island Observations. Bureau of Meteorology, 1. Januar 2019, archiviert vom Original am 2. Januar 2019; abgerufen am 11. Januar 2019 (englisch).
38. ↑  18 UTC Tropical Cyclone Forecast Track Map (Penny). Bureau of Meteorology, 1. Januar 2018, archiviert vom Original am 1. Januar 2018; abgerufen am 2. Januar 2018 (englisch).
39. ↑  Western Region Tropical Cyclone Outlook. In: Bureau of Meteorology. 27. Dezember 2018, archiviert vom Original am 27. Dezember 2018; abgerufen am 7. Januar 2019 (englisch).
40. ↑  Eastern Region Tropical Cyclone Outlook. Bureau of Meteorology, 31. Dezember 2018, archiviert vom Original am 1. Januar 2019; abgerufen am 7. Januar 2019 (englisch).
41. ↑  Eastern Region Tropical Cyclone Outlook. Bureau of Meteorology, 29. Dezember 2018, archiviert vom Original am 29. Dezember 2018; abgerufen am 11. Januar 2019 (englisch).
42. ↑  Eastern Region Tropical Cyclone Outlook. Bureau of Meteorology, 31. Dezember 2018, archiviert vom Original am 31. Dezember 2018; abgerufen am 11. Januar 2019 (englisch).
43. ↑  Western Region Tropical Cyclone Outlook. Bureau of Meteorology, 30. Dezember 2018, archiviert vom Original am 30. Dezember 2018; abgerufen am 11. Januar 2019 (englisch).
44. ↑  Western Region Tropical Cyclone Outlook. Bureau of Meteorology, 3. Januar 2019, archiviert vom Original am 3. Januar 2019; abgerufen am 11. Januar 2019 (englisch).
45. ↑  Eastern Region Tropical Cyclone Outlook. Bureau of Meteorology, 6. Februar 2019, ehemals im Original (nicht mehr online verfügbar); abgerufen am 6. Februar 2019 (englisch). (Seite nicht mehr abrufbar. Suche in Webarchiven)  Info: Der Link wurde automatisch als defekt markiert. Bitte prüfe den Link gemäß Anleitung und entferne dann diesen Hinweis.
46. ↑  Eastern Region Tropical Cyclone Outlook. Bureau of Meteorology, 7. Februar 2019, ehemals im Original (nicht mehr online verfügbar); abgerufen am 11. Februar 2019 (englisch). (Seite nicht mehr abrufbar. Suche in Webarchiven)  Info: Der Link wurde automatisch als defekt markiert. Bitte prüfe den Link gemäß Anleitung und entferne dann diesen Hinweis.
47. 1 2  Tom Forbes:  Swimmer drowns in Cyclone Oma aftermath as swathe of Queensland beaches battle erosion, ABC News, 25. Februar 2014. Abgerufen am 8. Mai 2019 (englisch).
48. ↑   Dozens rescued from south-east Queensland beaches as ex-Tropical Cyclone Oma departs, ABC News, 24. Februar 2019. Abgerufen am 8. Mai 2019 (englisch).
49. ↑   38 Desa di Bojonegoro Tergenang Banjir, Kerugian Capai Rp 4 Miliar, Kumparan, 8. März 2019. Abgerufen am 27. Juni 2019 (indonesisch).
50. ↑   Banjir di Ngawi, Petani Merugi hingga Rp 33 Miliar, Jawa Pos News Network, 11. März 2019. Abgerufen am 27. Juni 2019 (indonesisch).
51. ↑  Charoline Pebrianti:  Banjir 2 Hari Rugikan Ponorogo Rp 9 Miliar, detikNews, 15. März 2019. Abgerufen am 27. Juni 2019 (indonesisch).
52. ↑   Banjir timbulkan kerugian Rp5 miliar lebih di Tulungagung, Antara Aceh, 11. März 2019. Abgerufen am 27. Juni 2019 (indonesisch).
53. ↑  Chandra Iswinarno:  BPBD Magetan: Kerugian Akibat Banjir Hampir Rp 1 Miliar, Suara, 11. März 2019. Abgerufen am 27. Juni 2019 (indonesisch).
54. ↑  Taufik Prakoso:  32,75 Ha Sawah Puso Karena Banjir, Petani Klaten Rugi Ratusan Juta Rupiah (Memento des Originals vom 24. Mai 2019 im Internet Archive), Soloraya, 13. März 2019. Abgerufen am 27. Juni 2019 (indonesisch).  Info: Der Archivlink wurde automatisch eingesetzt und noch nicht geprüft. Bitte prüfe Original- und Archivlink gemäß Anleitung und entferne dann diesen Hinweis.
55. ↑  Perdana:  Banjir Sukoharjo, Kerugian Capai Rp 300 Juta, Sawah Terendam 379 Ha (Memento des Originals vom 24. Mai 2019 im Internet Archive), Radar Solo, 8. März 2019. Abgerufen am 27. Juni 2019 (indonesisch).  Info: Der Archivlink wurde automatisch eingesetzt und noch nicht geprüft. Bitte prüfe Original- und Archivlink gemäß Anleitung und entferne dann diesen Hinweis.
56. ↑  Ali Mustofa:  Disapu Air Bah, Rumah Subsidi Seharga Rp 150 Juta Diterjang Banjir (Memento des Originals vom 27. März 2019 im Internet Archive), Radar Solo, 11. März 2019. Abgerufen am 27. Juni 2019 (indonesisch).  Info: Der Archivlink wurde automatisch eingesetzt und noch nicht geprüft. Bitte prüfe Original- und Archivlink gemäß Anleitung und entferne dann diesen Hinweis.
57. ↑  Tropical Cyclone Names. Bureau of Meteorology, abgerufen am 29. Dezember 2013 (englisch).
58. ↑  Gary Padgett: Monthly Global Tropical Cyclone Summary November 2007. Australian Severe Weather, abgerufen am 29. Dezember 2013 (englisch).